# Groene fitis
De groene fitis (Phylloscopus nitidus) is een zangvogel uit de familie Phylloscopidae.

## Taxonomie
De taxonomische classificatie en met name de soortstatus van de groene fitis kent een veelbewogen verleden. Ondanks de erkenning van het allopatrische broedgebied, de genetische differentiatie en onderscheidende morfologie werd het lange tijd als een ondersoort beschouwd binnen het 'grauwe fitis ringsoorten-complex', niettemin doorgaans met een zekere terughoudendheid. Sinds 2008 wordt de groene fitis echter algemeen erkend als een volwaardige monotypische soort.

## Herkenning
De groene fitis lijkt op de grauwe fitis, maar is iets groter met gemiddeld genomen langere vleugels en een opvallend grotere en stevigere snavel. Het verschilt verder door de heldergroene bovendelen en een markante, heldergele wenkbrauwstreep, geelachtige kleur of schijn over oorstreek, keel, zijhals en bovenborst. De geelwitte vleugelstreep is een stuk duidelijker dan bij de grauwe fitis. Soms is er zelfs een aanduiding van een tweede vleugelstreep.
De roep is in tegenstelling tot die van grauwe fitis drielettergrepig. De zang verschilt van die van grauwe fitis door het met regelmaat ingevoegde en kenmerkende trillertje. Ook typerend is de productie van meesachtige noten die als V-vormige patronen zichtbaar worden in het sonogram.

## Verspreiding en leefgebied

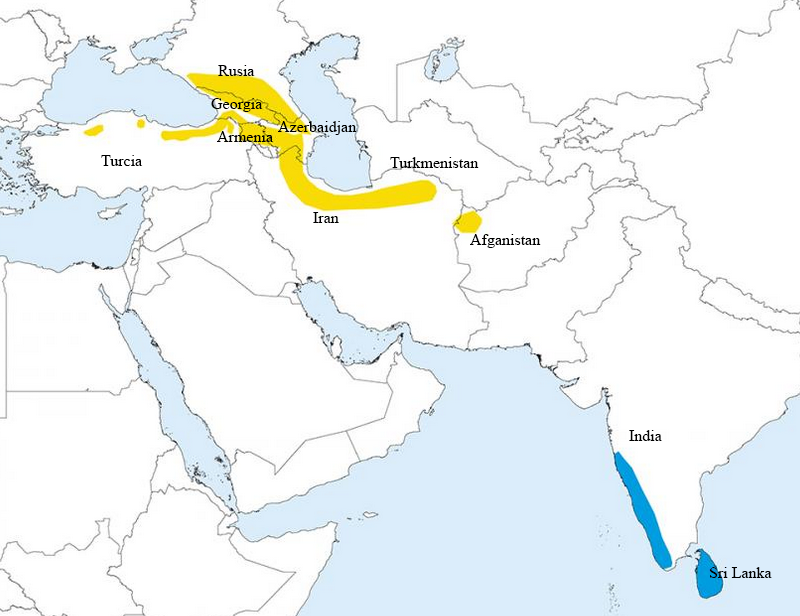
Verspreidingskaart

De groene fitis broedt op berghellingen in Noord-Turkije, Kaukasus, Noord-Iran en Noordwest-Afghanistan in weelderig loof- en gemengd bos. Overwintert in Zuidwest-India en Sri Lanka. 
De noordwestwaartse trekrichting in het voorjaar verklaart waarom de soort in Europa met name in het late voorjaar als dwaalgast voorkomt. 

## Waarnemingen in België
Een zingend mannetje werd op 4 juni 2024 aangetroffen in de duinbossen van De Haan - deelgebied Wenduine. Het betrof toen een nieuwe soort voor België.